# Peyo
Pierre Culliford, kendt som Peyo (25. juni 1928 – 24. december 1992) var en belgisk tegneserieskaber, der bedst er kendt for sin tegneserie Smølferne. Han skabte dog også tegneserierne Henrik og Hagbart og Benny Bomstærk.

## Peyos liv
Peyo startede sin karriere på et lille tegnefilmsstudie i Bruxelles, Compagnie Belge d'Animation. Her arbejdede han bl.a. sammen med Morris. Siden kom han til avisen La Dernière Heure.
I 1949 begyndte han at tegne tegneseristriben Poussy i avisen Le Soir. Det gjorde han frem til 1952, hvor kollegaen André Franquin introducerede ham til tegneseriemagasinet Le Journal de Spirou. Til Spirou opfandt han to nye tegneserier, Henrik og Hagbart og Benny Bomstærk. Han fortsatte også med at lave Poussy.
Peyos gennembrud skete dog først i 1958 med Henrik og Hagbart-albummet Den fortryllede fløjte (udgivet i Danmark i 1975). Årsagen var, at han i dette album lod Henrik og Hagbart møde det mærkelige folk Smølferne.
Allerede året efter fik Smølferne deres egen serie og i løbet af 1960'erne, 1970'erne og 1980'erne blev Smølferne mere og mere populære. Der blev fremstillet små plasticfigurer, og særligt populær blev tegnefilmene fra Hanna & Barbera i 1980'erne.
Peyos helbred var dog begyndt at skrante, og juleaften 1992 døde han af et hjertestop. Den dag i dag udgives der stadig tegneserier om Smølferne i Peyos navn, men han er kun ophavsmand til de første 15 album.